# Tomislav Bevanda
Tomislav Bevanda (Zagreb, 1961.) je bivši hrvatski košarkaš.

## Klupska karijera
Igrao je za Cibonu.
1981/82. osvojio je s Cibonom Kup pobjednika kupova, pobijedivši u finalu madridski Real. Bevandini suigrači bili su: Krešimir Ćosić, Aleksandar Petrović, Andro Knego, Zoran Čutura, Mihovil Nakić, Damir Pavličević, Sven Ušić, Adnan Bečić, Mladen Cetinja, Rajko Gospodnetić, Srđan Savović, a vodio ih je Mirko Novosel.